# 吉姆·凱利
詹姆士·米爾頓·凱利（英語：James Milton Kelly，1946年5月5日—2013年6月29日），已故美國動作片演員及武術家、特技演員、電影演員和電視演員，是一位非裔美國人，出生於肯塔基州巴黎，加入影壇前曾是運動員，為空手道、跆拳道、籃球、美式足球、足球、棒球和田徑及網球選手。1970年代初期，凱利在多位空手道教練的指導下學習沖繩縣空手道，在賽後贏得了榮譽的世界空手道冠軍，之後也在長堤國際空手道錦標賽贏得了沖繩縣空手道世界中量級空手道冠軍，成為了當時70年代奪得最多冠軍的沖繩縣空手道選手，而長期練習該動作項目，在經過多次練習後於1972年轉型加入影壇擔任動作演員，他的武打技術在當時功夫電影中排名前十，不輸日本第一高手倉田保昭，出道時凱利先前是與導演休·A·羅伯遜合作他所執導的驚悚故事電影《殘酷欲情軍團》，在劇中他所飾演的角色是查爾斯·阿特金斯（Charles Atkins）。1973年，他與著名武打演員李小龍在香港合作他領導主演的第四部武打電影《龍爭虎鬥》裏主演非裔美國人威廉士（Williams）一角而為人所知，同時也與尊·薩遜共同主演，由導演羅拔·高洛斯拍攝，在劇中均有和李小龍及石堅打架的戲份。在演藝生涯中也出演過多部黑人剝削片，全部或部分的都曾經在香港上映。晚年從事工匠和其他工作，最終病倒，於2013年6月29日在聖地牙哥家中辭世，享年67歲，去世的消息由第一任妻子證實。

## 早年生活和運動生涯
1946年5月5日，凱利出生於美國的肯塔基州巴黎，父親是提供海軍人員儲物櫃租賃的服務人員。凱利在高中時，他就讀於波旁縣高中，他在那裡開始了他的運動生涯，參加了籃球、足球和美式足球及田徑，最後他獲得了橄欖球獎學金進入路易斯維爾大學就讀，後來因爲一名黑人隊友遭受到教練的種族歧視而離開了學校，主要原因是因為自己身為一名黑人而不滿這件事情。相反，他開始學習少林流空手道。1964年，凱利在肯塔基州萊辛頓的少林道（Sin Kwang The'）開始了他的習武生涯，他在考獲了黑帶空手道後移居加州。1970年代初期，凱利在帕克·謝爾頓（Parker Shelton）、內特·巴頓（Nate Patton）、戈登·多弗拉奧拉的指導下學習沖繩縣空手道，之後他獲得了沖繩縣空手道榮譽的世界空手道冠軍，成為這項運動中獲得最多榮譽的世界空手道冠軍之一。1971年，他贏得了四項的冠軍，其中最著名的是在長堤國際空手道錦標賽獲得了世界中量級空手道冠軍。之後凱利開設了自己的道場，許多好萊塢名人經常光顧這裡，最終讓他有了正準備踏入影壇出演電影的決心。之後在70年代中期他在西好萊塢的普拉默公園成為了業餘網球選手。1975年，他加入了美國網球協會高級男子巡迴賽，最終在加利福尼亞州的高級男子雙打中排名第二，在高級男子單打中排名前十。後來，他成為了聖地亞哥的一家網球俱樂部的所有者和主管。

## 職業生涯

### 1970年代

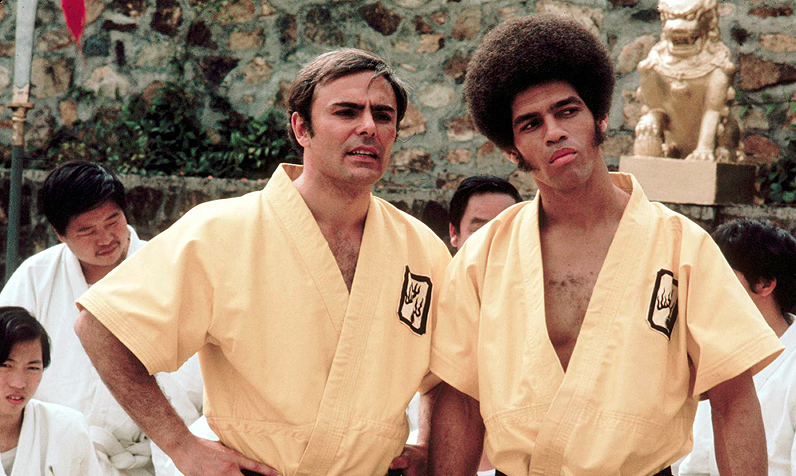
電影《龍爭虎鬥》劇照，左為著名美國男演員尊·薩遜，右為凱利

1972年，在凱利在運動方面奪得了多項榮譽之後，他開始練習動作和武打，從此踏入了影壇，以動作明星的身分出道，出道時他先前是與導演休·A·羅伯遜合作，在羅伯遜拍攝的驚悚故事電影《殘酷欲情軍團》(譯名：梅琳達)中飾演查爾斯·阿特金斯（Charles Atkins），這部電影也成了他出道後的第一作品。1973年，他和李小龍、尊·薩遜合作並共同主演武打電影《龍爭虎鬥》，由導演羅拔·高洛斯拍攝，並由凱利主演威廉士（Williams）一角，最初這個角色原本的首選演員是羅克尼·塔金頓並且先是為他準備的，但由於他在該電影開拍期間的前幾天意外臨時退出，其後製片人佛瑞德·溫特勞布聽說了凱利在洛杉磯克倫肖區開設了一個空手道工作室，就去那裡看望他，並立即留下了深刻的印象，因此就由凱利作為該角色的繼承人同樣也是第二選入扮演者，在劇中他因打傷了兩名白人洛杉磯警察逃到而香港，在劇中可以看到凱利與李小龍及飾演狡猾的少林寺判徒韓先生石堅均有打架的畫面，也有和尊·薩遜互動的畫面，在這部電影上映後成了凱利最知名的作品，事業迎來了巔峰時期，同時也讓凱利明白了李小龍的真正實力。而後凱利也在隆納·薩蘭（Ronald Saland）拍攝的動作片《地點：香港與龍爭虎鬥》（Location: Hong Kong with Enter the Dragon）和吳國敏拍攝的動作紀錄片《李小龍的生與死》中演自己。1974年，由於在電影《龍爭虎鬥》中大獲成功，因此凱利獲得了華納兄弟先後分發的三部武打片的主演認可，因此他也再度與導演羅拔·高洛斯合作兩部電影，在黑人剝削動作片《黑腰帶瓊斯》裡領銜主演瓊斯（Jones）一角、在動作冒險片《死亡奪命針》裡主演傑夫（Jeff）一角，兩部電影皆為華納兄弟分發的武打片，並由凱利主演。同時他也與佛瑞德·威廉森、吉姆·布朗合作了三部電影，例如在黑人剝削動作片《三難的道路》裡主演凱斯先生（Mister Keyes）一角，由導演小戈登·帕克斯拍攝（非華納兄弟分發）、在1975年義大利式西部片《艱難地騎行》裡主演卡什托克（Kashtok）一角，由導演安東尼·馬格赫特拍攝（非華納兄弟分發）、在美國動作片《三勇士蠻荒救美》裡再次領銜主演瓊斯（Jones）一角，由導演奧斯卡·威廉斯拍攝，同時這部電影也是第三部華納兄弟分發的武打片並由凱利主演。1977年，他也開始和導演阿爾·亞當森合作，並在黑人剝削動作冒險片《黑色武士》裡領銜主演羅伯特·桑德（Robert Sand）一角，1978年再度與亞當森合作《死亡尺寸》，並領銜主演中尉偵探艾什（Lt. Detective J. Ash） 一角，同時他也與澳洲演員喬治·拉贊貝和日裔美國運動員兼演員哈羅德·薩卡塔共同主演。同年，他還在導演李作楠執導的動作片《鱷魚頭黑煞星》（E yu tou hei sha xing），（又名紋身連接（E yu tou hei sha xing）、黑腰帶瓊斯2（2Black Belt Jones 2)）中領銜主演盧卡斯（Lucas）一角，之後又與導演里庫·布朗寧合作並在動作驚悚電影《無腿先生》中演出。1979年，他再度與布朗寧合作並在動作驚悚電影《了不起的無腿先生》（The Amazing Mr. No Legs），（又名無腿先生（Mr. No Legs））中演出。

### 1980年代
1982年，凱利再度與佛瑞德·威廉森、吉姆·布朗合作，在黑人剝削動作劇片《執法者》裡主演查克（Chuck）一角，同時這部電影也是由佛瑞德·威廉森執導的，為自編自導自演，凱利在拍攝完這部電影之後成了他生前最後一次在片中擔任主演，其後凱利逐漸淡出影壇，偶爾客串一些動作片或其他類型的電影。1984年，他與導演何冠昌合作並在動作紀錄片《李小龍傳奇》（Bruce Lee, the Legend）中演自己。後來他還在1985年至1986年之間，參演了美国国家广播公司（簡稱NBC）播出的奇幻電視連續劇《天堂之路》，飾演1集的記者和1集的站務員，共2集。

### 1990年代
1990年，凱利與導演法布里奇歐·德安捷羅斯合作動作片《最後一場比賽》（The Last Match），（又名最後一球（L'ultima meta）） 。1991年，他與導演大衛·H·梅（David H. May）合作動作片《沉默的力量》（The Silent Force）。同年，他也在導演斯坦·瑞格帝執導的喜劇運動電影《反敗為勝》中演出。1992年再度與導演法布里奇歐·德安捷羅斯合作，並在電影《強力遊戲》（Powerplay）中演出。1993年，他與導演托比·羅素（Toby Russell）合作，並在動作紀錄片《不幸身亡：李小龍的神秘人生》（Death by Misadventure: The Mysterious Life of Bruce Lee）中演自己。1994年，他與導演西里奧·H·聖地亞哥合作了兩部電影，如《Stranglehold》和《最後通牒》（Ultimatum）裡的行政人員。同年，他也與導演拉斯·賈奎斯（Russ Jaquith）合作，並在電影《遠東》（Far East）中演出，之後又與導演蓋伊·斯卡特（Guy Scutter）合作，並在傳記動作紀錄片《武術大師：李小龍的一生》（Martial Arts Master: The Life of Bruce Lee）中演自己，也與裘德·傑拉德·普萊斯特（Jude Gerard Prest）合作，並在動作紀錄影集《李小龍：不朽之龍》（Bruce Lee: The Immortal Dragon）中演自己，同時這部電影也是由裘德·傑拉德·普萊斯特（Jude Gerard Prest）製作並執導的一部動作影集，同時這部影集也是向李小龍致敬的一部傳記紀錄片動作歷史影片。1995年，他再度與導演托比·羅素（Toby Russell）合作，並在動作紀錄片《顛峰鬥士》（Top Fighter）中演自己，之後又與導演多莫尼奇·芭黎絲（Domonic Paris）合作《黑人、麥克斯和十二生肖》（Afros, Macks & Zodiacs）。1997年，他與導演夏克哈·卡帕合作，並在動作紀錄影片《小龍之路》（The Way of the Little Dragon）中演自己。1998年，他與導演约翰·里特合作，在動作紀錄短篇電影《李小龍：用他自己的話說》（Bruce Lee: In His Own Words）中演自己。1999年，他與導演沃爾特·米辛厄姆（Walt Missingham）合作，在動作紀錄片《李小龍：攔截拳》（Bruce Lee: The Intercepting Fist）中演自己。

### 2000年代
2001年，凱利與導演史派克·李合作，並在動作紀錄劇情片《休伊·P·牛頓的故事》中演自己。同年，他也在導演桑迪·奧利維里（Sandy Oliveri）執導的動作紀錄片《李小龍和功夫熱潮》（Bruce Lee and Kung Fu Mania）和導演菲利普·迪耶（Phillip Dye）執導的動作紀錄片《無與倫比的李小龍》（The Unbeatable Bruce Lee）中演自己。2002年，他與導演艾薩克·朱利安合作，並在電視動作紀錄片《流氓電影》中演自己。同年，他與導演馬爾科姆·D·李合作，並在動作喜劇片《臥底兄弟》中演自己，在劇中他也有和知名喜劇演員兼歌手艾迪·葛瑞芬共同客串演出，但目前這個片段在該片的正式版本已被剪去，只能透過DVD觀看。2004年，他還在導演大衛·F·沃克（David F. Walker）執導的《砍伐、錘擊、屠宰和軸刺》（Macked, Hammered, Slaughtered and Shafted）中演自己。2006年，他還在導演大衛·格里高利（David Gregory）執導的《禁止虐待狂影片！第2部分》（Ban the Sadist Videos! Part 2）中演自己。2009年，他與特技演員馬克·希克斯（Mark Hicks）合作動作紀錄喜劇片《爆炸頭忍者》（Afro Ninja），並客串出演克利翁·華盛頓（Cleavon Washington）一角，這部片子也是由馬克·希克斯（Mark Hicks）自編自導自演的一部動作片，同時這部電影也是一部影片。2010年，他還在吉姆·菲茲派翠克執導的動作冒險片《冒險童子軍榮譽》（Adventure Scouts Honor）中出演一個精神病患者。2011年，他在以利亞·德倫納（Elijah Drenner）執導的《Kashtok Speaks》中演自己。2012年，他在皮特·麥柯馬克執導的動作紀錄片《我是李小龍》中演自己。其後凱利正式淡出影壇，重返體育界，成為網球教練和高級網球巡迴賽的球員。凱利曾在2010年接受《洛杉磯時報》採訪，並說明了他淡出影壇的原因。凱利也曾接受過截拳道台中訓練中心採訪，訪問他怎麼評價李小龍，凱利表示「他是個神，實戰能力真的很強，不管在任何環境下，都能擊敗對手，但他其實也並不完全是真實的無敵存在」，凱利也曾在片場表示「別人都稱我是黑帶空手道，能打贏日本第一高手仓田保昭，雖然我真的是黑帶空手道並且我真的能打贏他，但事實上我的武功也比不上李小龍，並且我也更不是他的對手」。

## 作品列表

### 電視節目
| 年份           | 標題         | 角色         | 戲份 |
| -------------- | ------------ | ------------ | ---- |
| 1985年－1986年 | 《天堂之路》 | 記者、站務員 | 2集  |

### 紀錄片
| 年份   | 標題                          | 角色                                         | 附註                                 |
| ------ | ----------------------------- | -------------------------------------------- | ------------------------------------ |
| 2015年 | 《邪教之王》（Kings of Cult） | 客串（利用存檔鏡頭將凱利生前的模樣加在片中） | 紀錄羅傑·科曼和查爾斯·班德的從影生涯 |

### 光碟劇
| 年份   | 標題                                                       | 角色                                                                 | 附註                                       |
| ------ | ---------------------------------------------------------- | -------------------------------------------------------------------- | ------------------------------------------ |
| 2020年 | 《李小龍：他最偉大的作品》（Bruce Lee: His Greatest Hits） | 威廉士（將部分有凱利演出的《龍爭虎鬥》畫面片段剪接並集中在光碟片中） | 這本光碟劇是在紀念李小龍誕辰80週年而製作的 |

### 運動生涯獎
- 1960年代，獲得橄欖球獎學金進入路易斯維爾大學就讀，後來因爲一名黑人隊友遭受到教練的歧視離校。
- 1970年代初期，榮獲沖繩縣空手道榮譽的世界空手道冠軍，是當時70年代獲得了最多沖繩縣空手道冠軍榮譽獎的世界空手道冠軍之一。
- 1971年，參與長堤國際空手道錦標賽（英语：Long Beach International Karate Championships）的沖繩縣空手道榮獲世界中量級空手道冠軍。
- 2018年7月19日，獲得第26屆年度卓越運動獎。

### 電影
| 年份   | 標題 | 角色                                                                                                | 導演                                      |
| ------ | --- | --------------------------------------------------------------------------------------------------- | ----------------------------------------- |
| 1972年 | 《殘酷欲情軍團》（譯名：梅琳達）                                                                                        | 查爾斯·阿特金斯（Charles Atkins）                                                                   | 休·A·羅伯遜                               |
| 1973年 | 《龍爭虎鬥》 | 威廉士（Williams）                                                                                  | 羅拔·高洛斯                               |
| 1973年 | 《地點：香港與龍爭虎鬥》（Location: Hong Kong with Enter the Dragon）                                                   | 凱利（自己）                                                                                        | 隆納·薩蘭（Ronald Saland）                |
| 1973年 | 《李小龍的生與死》 | 凱利（自己）                                                                                        | 吳國敏                                    |
| 1974年 | 《黑腰帶瓊斯》 | 瓊斯（Jones）                                                                                       | 羅拔·高洛斯                               |
| 1974年 | 《三難的道路》 | 凱斯先生（Mister Keyes）                                                                            | 小戈登·帕克斯                             |
| 1974年 | 《死亡奪命針》 | 傑夫（Jeff）                                                                                        | 羅拔·高洛斯                               |
| 1975年 | 《艱難地騎行》（譯名：硬騎）                                                                                            | 卡什托克（Kashtok）                                                                                 | 安東尼·馬格赫特                           |
| 1976年 | 《三勇士蠻荒救美》 | 瓊斯（Jones）                                                                                       | 奧斯卡·威廉斯                             |
| 1977年 | 《黑色武士》 | 羅伯特·桑德（Robert Sand）                                                                          | 阿爾·亞當森                               |
| 1978年 | 《死亡尺寸》 | 中尉偵探艾什（Lt. Detective J. Ash）                                                                | 阿爾·亞當森                               |
| 1978年 | 《鱷魚頭黑煞星》（E yu tou hei sha xing），（又名紋身連接（E yu tou hei sha xing）、黑腰帶瓊斯2（2Black Belt Jones 2)） | 盧卡斯（Lucas）                                                                                     | 李作楠                                    |
| 1978年 | 《無腿先生》（Mr. No Legs），（又名了不起的無腿先生（The Amazing Mr. No Legs））                                        | | 里庫·布朗寧                               |
| 1979年 | 《了不起的無腿先生》（The Amazing Mr. No Legs），（又名無腿先生（Mr. No Legs））                                        | | 里庫·布朗寧                               |
| 1982年 | 《執法者》（譯名：一落兩下）                                                                                            | 查克                                                                                                | 佛瑞德·威廉森                             |
| 1984年 | 《李小龍傳奇》（Bruce Lee, the Legend）                                                                                 | 凱利（自己）                                                                                        | 何冠昌                                    |
| 1990年 | 《最後一場比賽》（The Last Match），（又名最後一球（L'ultima meta））                                                   | | 法布里奇歐·德安捷羅斯                     |
| 1991年 | 《沉默的力量》（The Silent Force）                                                                                      | | 大衛·H·梅（David H. May）                 |
| 1991年 | 《反敗為勝》 | | 斯坦·瑞格帝                               |
| 1992年 | 《強力遊戲》（Powerplay）                                                                                               | | 法布里奇歐·德安捷羅斯                     |
| 1993年 | 《不幸身亡：李小龍的神秘人生》（Death by Misadventure: The Mysterious Life of Bruce Lee）                               | 凱利（自己）                                                                                        | 托比·羅素（Toby Russell）                 |
| 1994年 | 《Stranglehold》 | 行政人員                                                                                            | 西里奧·H·聖地亞哥                         |
| 1994年 | 《最後通牒》（Ultimatum）                                                                                               | 行政人員                                                                                            | 西里奧·H·聖地亞哥                         |
| 1994年 | 《遠東》（Far East） | | 拉斯·賈奎斯（Russ Jaquith）               |
| 1994年 | 《武術大師：李小龍的一生》（Martial Arts Master: The Life of Bruce Lee）                                                | 凱利（自己）                                                                                        | 蓋伊·斯卡特（Guy Scutter）                |
| 1994年 | 《李小龍：不朽之龍》（Bruce Lee: The Immortal Dragon）                                                                  | 凱利（自己）                                                                                        | 裘德·傑拉德·普萊斯特（Jude Gerard Prest） |
| 1995年 | 《顛峰鬥士》（Top Fighter）                                                                                             | 凱利（自己）                                                                                        | 托比·羅素（Toby Russell）                 |
| 1995年 | 《黑人、麥克斯和十二生肖》（Afros, Macks & Zodiacs）                                                                    | | 多莫尼奇·芭黎絲（Domonic Paris）          |
| 1997年 | 《小龍之路》（The Way of the Little Dragon）                                                                            | 凱利（自己）                                                                                        | 夏克哈·卡帕                               |
| 1998年 | 《李小龍：用他自己的話說》（Bruce Lee: In His Own Words）                                                               | 凱利（自己）                                                                                        | 约翰·里特                                 |
| 1999年 | 《李小龍：攔截拳》（Bruce Lee: The Intercepting Fist）                                                                  | 凱利（自己）                                                                                        | 沃爾特·米辛厄姆（Walt Missingham）        |
| 2001年 | 《休伊·P·牛頓的故事》                                                                                                   | 凱利（自己）                                                                                        | 史派克·李                                 |
| 2001年 | 《李小龍和功夫熱潮》（Bruce Lee and Kung Fu Mania）                                                                     | 凱利（自己）                                                                                        | 桑迪·奧利維里（Sandy Oliveri）            |
| 2001年 | 《無與倫比的李小龍》（The Unbeatable Bruce Lee）                                                                        | 凱利（自己）                                                                                        | 菲利普·迪耶（Phillip Dye）                |
| 2002年 | 《流氓電影》 | 凱利（自己）                                                                                        | 艾薩克·朱利安                             |
| 2002年 | 《臥底兄弟》 | 凱利（自己）                                                                                        | 馬爾科姆·D·李                             |
| 2004年 | 《砍伐、錘擊、屠宰和軸刺》（Macked, Hammered, Slaughtered and Shafted）                                                 | 凱利（自己）                                                                                        | 大衛·F·沃克（David F. Walker）            |
| 2006年 | 《禁止虐待狂影片！第2部分》（Ban the Sadist Videos! Part 2）                                                            | 凱利（自己）                                                                                        | 大衛·格里高利（David Gregory）            |
| 2009年 | 《爆炸頭忍者》（Afro Ninja）                                                                                            | 克利翁·華盛頓（Cleavon Washington）                                                                 | 馬克·希克斯（Mark Hicks）                 |
| 2010年 | 《冒險童子軍榮譽》（Adventure Scouts Honor）                                                                            | 精神病患者                                                                                          | 吉姆·菲茲派翠克                           |
| 2011年 | 《Kashtok Speaks》 | 凱利（自己）                                                                                        | 以利亞·德倫納（Elijah Drenner）           |
| 2012年 | 《我是李小龍》 | 凱利（自己）                                                                                        | 皮特·麥柯馬克                             |
| 2013年 | 《活死人之誕生》 | 瓊斯（Jones，利用存檔鏡頭將凱利生前演出他所領銜的1974年電影《黑腰帶瓊斯》中的片段模樣加在電影裡面） | 羅布·庫恩斯（Rob Kuhns）                  |
| 2014年 | 《他們愛》（They Love）                                                                                                 | 凱利（利用存檔鏡頭將凱利生前的模樣加在電影裡面）                                                    | 丹尼爾·索特（Daniel Sowter）              |
| 2017年 | 《我所屬的地方》（Where I Belong）                                                                                      | 凱利（利用存檔鏡頭將凱利生前的模樣加在電影裡面）                                                    | 蘿西·貝恩（Rosie Benn）                   |
| 2019年 | 《業力正義》（Karmic Justice）                                                                                          | 凱利（利用存檔鏡頭將凱利生前的模樣加在電影裡面）                                                    | 邁克爾·A·邁爾斯（Michael A. Myles）       |
| 2019年 | 《血與肉：阿爾亞當森的捲軸生活與可怕的死亡》（Blood & Flesh: The Reel Life & Ghastly Death of Al Adamson）              | 凱利（利用存檔鏡頭將凱利生前的模樣加在電影裡面）                                                    | 大衛·格里高利（David Gregory）            |
| 2019年 | 《黑色恐怖：黑人恐怖電影史》                                                                                            | 凱利（利用存檔鏡頭將凱利生前的模樣加在電影裡面）                                                    | 澤維爾·伯金（Xavier Burgin）              |

## 外部連結
- 吉姆·凱利在互联网电影资料库（IMDb）上的資料（英文）